# Vänersborgsviken
Vänersborgsviken este o arie protejată (arie de protecție specială avifaunistică — SPA) din Suedia întinsă pe o suprafață de 26 ha, integral pe uscat.

## Localizare
Centrul sitului Vänersborgsviken este situat la coordonatele 58°23′04″N 12°20′36″E / 58.3844°N 12.3434°E.

## Înființare
Situl Vänersborgsviken a fost declarat arie de protecție specială avifaunistică în august 2012 pentru a proteja 6 specii de animale.

## Biodiversitate
Situată în ecoregiunea boreală, aria protejată nu include niciun habitat protejat.
La baza desemnării sitului se află mai multe specii protejate de  păsări (6): erete de stuf (Circus aeruginosus), lebădă de iarnă (Cygnus cygnus), sitar de mal nordic (Limosa lapponica), bătăuș (Philomachus pugnax), chiră de baltă (Sterna hirundo), fluierar de mlaștină (Tringa glareola).